# Districte de Bahraich
El districte de Bahraich és una divisió administrativa de l'Índia, estat d'Uttar Pradesh, divisió de Devipatan, amb capital a Bahraich. La superfície és de 4496.8 km² i la població d'1.840.370 habitants.
Està dividit en 4 tahsils, 14 blocks de desenvolupament, 118 Nyay Panchayat, 776 Gram Sabha, 1227 llogarets, 2 Nagar Palika Parishad, 2 Nagar Panchayat i 19 thanes (thana = estació de policia).
El tahsils (amb els seus blocks) són:
- Nanpara (Balha, Shivpur, Nawabganj, Risia, i Mihinpurwa)
- Bahraich (Chitaura)
- Kaiserganj (Kaiserganj, Fakherpur, Jarwal, Hujurpur)
- Mahsi (Tejwapur i Mahsi)

## Història
Va formar part del regne d'Ayodhya o de Kosala amb capital a Sravasti, ciutat on Buda va passar part de la seva vida (va néixer molt prop a Kapilanagara, moderna Nagar, el 623 aC i va viure a Sravasti durant 19 anys) i que no ha estat identificada: podria ser Set Mahet entre Bahraich i Gonda, però altres pensen que estaria a Nepal. Un peregrí xinès, Fa Hian, que la va visitar al segle v, diu que el budisme ja havia perdut la supremacia; al segle VII un altre xinès la va trobar dessolada. Posteriorment l'haurien dominat els bhars que li haurien donat el seu nom.
El semi mític Salar Masud, el guerrer sant musulmà, va lliurar batalla amb els caps locals hindús prop de Bahraich el 1033 i els va derrotar. Al segle xiii es va establir un govern musulmà regular depenent de Delhi, i un dels governador fou Nasir al-Din Mahmud, fill d'Altamish (Iltutmish) que després va pujar al tron de Delhi (1246). Els primers musulmans que s'hi van establir són els antecessors dels ansaris que es van estendre cap al sud del districte (a Hisampur); els bhars encara no estaven derrotats i dominaven part de les parganes de Bahraich i Fakhrpur.
El 1340 Muhammad ibn Tughluk va visitar la tomba de Sayyid Salar Masud i va fer donacions als sayyids de la zona de les que es van originar diversos estats talukdaris. Aquest any fou donada la pargana de Jarauli a Ghiyath al-Din, un persa de família sayyid, que en va prendre possessió expulsant al raja bhar per la força. Els sayyids van expulsar els bhars i van dominar extenses zones. Firuz Shah Tughluk (1351-1388) va passar per la comarca i va deixar al jove Janwar Rajput àlies Bariar Sah, per netejar-la de bhars i bandits i li va cedir un extens domini; Bariar va residir a Ikauna i del seu clan van sorgir els dirigents de principats dels districtes de Bahraich i de Gonda durant 17 generacions. 40 anys després es van establir a la zona, a la part occidental, els raikwars, descendents de dos germans del clan Surajban dels rajputs emigrats de Raika a Caixmir; un fill d'un dels germans va estar al servei del cap bhar de Bamnauti; va servir tan bé el raja que aquest va refusar reconèixer a Delhi i es va revoltar però el jove raikdar va matar el seu senyor, es va apoderar de l'estat i es va sotmetre a Delhi (vers 1450) i els seus descendents van conservar el poder. Al final del segle xv el districte estava dominat al sud pels ansaris; a l'est els Janwars: a l'oest els raikwars i diversos caps independents al nord. Aquestos senyors del nord foren sotmesos més o menys efectivament per Bahlul Shah Lodi (1452-1489)
Sota Akbar el Gran es va crear el sarkar de Bahraich que incloïa parts dels posterior districtes (britànics) de Gonda i Kheri, dividit en 11 parganes o divisions fiscals, i els janwars i raikwars i altres continuaven com a senyors útils del territori; els janwars i raikwaris van estendre els seus domini per donacions i conquestes. Una donació a les parganes del nord en favor d'un oficial de Shah Jahan va esdevenir el nucli de l'estat de Nanpara un dels principals de l'Oudh.
El domini imperial fou precari fins que Saadat Khan el nawab d'Oudh es va independitzar el 1724. Els rages que combatien un amb l'altra o contra el governador van haver d'obeir Saadat i al cap d'uns anys tots estaven dominats. Aquest nawab Saadat Khan o Saadat Ali Khan, que era el sisè governador (nawab) d'Oudh, va introduir el sistema de terres sobre les que l'arrendatari pagava un tribut fix i una part pels excedents. El sistema va funcionar mentre va estar supervisat; sota els prínceps Balki Das i el seu fill Rai Amar Singh (1807 a 1816), el territori fou pròsper, però després es va deteriorar i el segon successor de Rai Amar Singhm de nom Hadi Ali Khan va començar a practicar l'extorsió i a demanar increment de les rendes d'un octau sobre les anteriors, i va esdevenir opressiu; era difícil aconseguir aquestos pagaments a menys que les terres fossin convertides en khalsa, és a dir de l'estat i llogades directament al pagès; la situació va arribar a un alt grau de degradació sota Raghubar Dayal, que exercí com a terratinent el 1846-1847 i el sistema del qual és considerat el més opressiu de tots els temps a l'Índia. Entre 1816 i 1856 uns 788 pobles foren absorbits dels 9 grans estats feudals. L'estat va quedar assolat segons el descriu W. Sleeman el 1849 que diu que gran part de les terres fèrtils i abans cultivades havien estat abandonades. Oudh va passar als britànics el febrer de 1856 però el motí va aturar el procés d'annexió quan s'havia iniciat la reorganització. Al districte hi havia 36 estats talukdaris amb 1760 pobles dels quals 11 eren ancestrals, 7 havien estat comprats els darrers 40 anys anteriors a 1856, i 18 foren confiscats pels britànics el 1858 i transferits a nous propietaris lleials.
El 1857 les tropes locals es van amotinar i els oficials foren assassinats; els talukdars van donar suport a la rebel·lió (i després van perdre 1418 pobles que foren cedits a terratinents lleials). El 1858 Oudh, després del motí, va quedar annexionat i el desembre d'aquell any es van enviar tropes i els rebels van fugir a Nepal. Els grans estats foren confiscats i una part del districte fou retornat a Nepal del que havia estat separat el 1816.

## Geografia
Sota domini britànic fou part de la divisió de Fyzabad a les Províncies Unides d'Agra i Oudh i la superfície era de 6.856 km² amb una població de (1869) 775.915, (1881), 878.048, (1891), 1.000.432, i (1901) 1.051.347. Limitava al nord-est amb Nepal. Els rius principals eren el Gogra (Kauralia) i el Rapti Occidental; el primer rebia al Girwa i el Sarju; el segon rebia el Tirhi i desaiguava al Gonda; hi havia un canal anomenat Sarju o Suheli i diversos llacs destacant el Baghel Tal. El districte tenia 3 viles i 1.881 pobles. Estava subdivisit en els tahsils de Bahraich, Kaisarganj, i Nanpara. Les municipalitat de Bahraich (capital) i Nanpara, eren les ciutats principals junt amb l'àrea notificada de Bhinga. El tahsil de Bahraich el formaven les parganes de Bahraich, Ikauna, Bhinga, i Tulsipur, amb una superfície de 2.377 km² i població 356.958 el 1891 i 377.588 el 1901 amb 688 pobles i dues ciutats: Bahraich (27.304 habitants el 1901) i Bhinga (5.972 habitants). El districte va patir fams el 1869 i 1874.